# يونغكي اريبويو
يونغكي اريبويو (بالإندونيسية: Yongki Aribowo)‏ (23 نوفمبر 1989 في إندونيسيا - ) هو لاعب كرة قدم إندونيسي في مركز الهجوم. شارك مع منتخب إندونيسيا تحت 23 سنة لكرة القدم ومنتخب إندونيسيا لكرة القدم. أما مع النوادي، فقد لعب مع بالي يونايتد ونادي آريما كرونوس وPersik Kediri ‏ ومادورا يونايتد وباريتو بوترا ‏.

## وصلات خارجية
- يونغكي اريبويو على موقع قاعدة بيانات كرة القدم.إي يو (الإنجليزية)
- يونغكي اريبويو على موقع ناشيونال فوتبول تيمز (الإنجليزية)
- يونغكي اريبويو على موقع Soccerway.com (الإنجليزية)